# Бензарті Ламін
Ламін Бензарті (Benzarti) (1946) — туніський дипломат. Надзвичайний і Повноважний Посол Тунісу в Україні

## Життєпис
Народився 15 липня 1946 року в Тунісі. Закінчив Паризьку школу політичних наук.
З 1975 по 1976 — начальник відділу економічного та торгово-фінансового співробітництва з країнами Центральної і Східної Європи та Азії Управління співробітництва МЗС Тунісу.
З 1976 по 1981 — 1-й секретар, радник з економічних питань, тимчасово повірений у справах Тунісу в Китаї.
З 1981 по 1982 — начальник відділу, заступник начальника Управління економічного, торгово-фінансового і технологічного співробітництва з країнами Європейського економічного співтовариства.
З 1983 по 1986 — радник з економічних питань, тимчасово повірений у справах Тунісу в Індії.
З 1990 по 1993 — тимчасово повірений у справах Тунісу в Бельгії.
З 1993 по 1996 — Надзвичайний і Повноважний Посол Тунісу в Києві (Україна).